# Giovanni Bellissima
Giovanni Bellissima (Mirabella Imbaccari, 18 ottobre 1955 – San Gregorio di Catania, 10 novembre 1979) è stato un carabiniere italiano, insignito di medaglia d'oro al valor civile alla memoria.

## Biografia
Giovanni Bellissima nacque a Mirabella Imbaccari il 18 ottobre 1955. Arruolatosi come allievo carabiniere frequentò il corso presso la Legione Allievi Carabinieri. Dopo aver prestato servizio a Roma vinse il concorso e frequentò la Scuola Sottufficiali Carabinieri a Firenze terminando il percorso di studi biennale con la promozione a vicebrigadiere. Destinato alla Legione Carabinieri di Messina, da questa fu trasferito a Catania.
Il 10 novembre 1979, il vicebrigadiere Bellissima era a capo di un servizio di traduzione detenuti da Catania a Bologna. Insieme all'appuntato Salvatore Bologna e all'appuntato Domenico Marrara doveva tradurre in Nord Italia il detenuto Angelo Pavone, detto "faccia d'angelo", ritenuto il cassiere della banda Mazzei, arrestato a Napoli. Il servizio di traduzione era svolto con un'autovettura e un conducente civile secondo l'appalto gestito dal Ministero di Grazia e Giustizia. 
Nel momento in cui l'automezzo si fermò al casello di San Gregorio, sull'autostrada A18 Messina-Catania, un gruppo di fuoco entrò immediatamente in azione uccidendo sul colpo i tre militari dell'Arma. Si salvò unicamente l'autista del mezzo, Angelo Paolello, perché creduto morto. 
Secondo la ricostruzione successiva, gli aggressori sparirono e Angelo Pavone fu ritrovato undici giorni dopo in una discarica di rifiuti, torturato e ucciso lentamente col sistema dell'autostrangolamento.

Il Presidente della repubblica, Sandro Pertini, giunto in visita già organizzata a Catania, quel 10 novembre 1979 volle recarsi a rendere omaggio alle salme dei tre militari caduti.

## Riconoscimenti
Il 5 giugno 2013, nel corso della celebrazione del 199º anniversario di fondazione dell'Arma dei Carabinieri, a Palermo, il Comandante della Legione Carabinieri "Sicilia", Generale di divisione Riccardo Amato, ha consegnato solennemente la medaglia d'oro al valor civile "alla memoria" al padre e alla sorella del vicebrigadiere.
Nel corso delle iniziative promosse per celebrare il bicentenario di fondazione dell'Arma dei Carabinieri, il 10 novembre 2014 in San Gregorio di Catania si è proceduto a ricordare i tre caduti anche con l'emissione di un annullo postale espressamente dedicato a loro.
Il comune di Palermo ha intitolato alla memoria del militare una piazza cittadina.
Il comune di San Gregorio di Catania ha eretto un monumento nei pressi del casello autostradale a ricordo della strage.
Il comune di Mirabella Imbaccari ha intitolato alla memoria del militare una via del centro abitato.

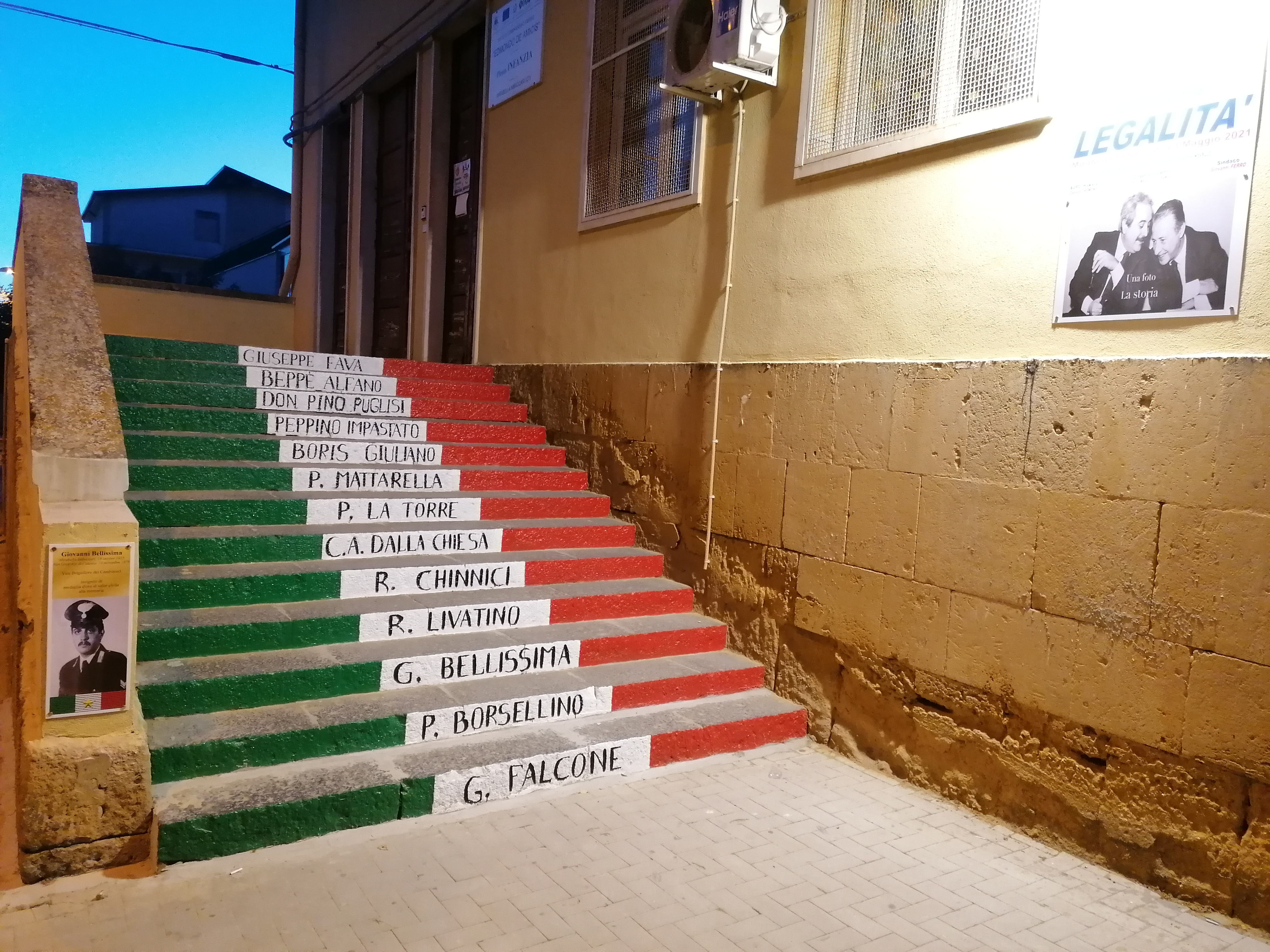
Gradinata della Legalità

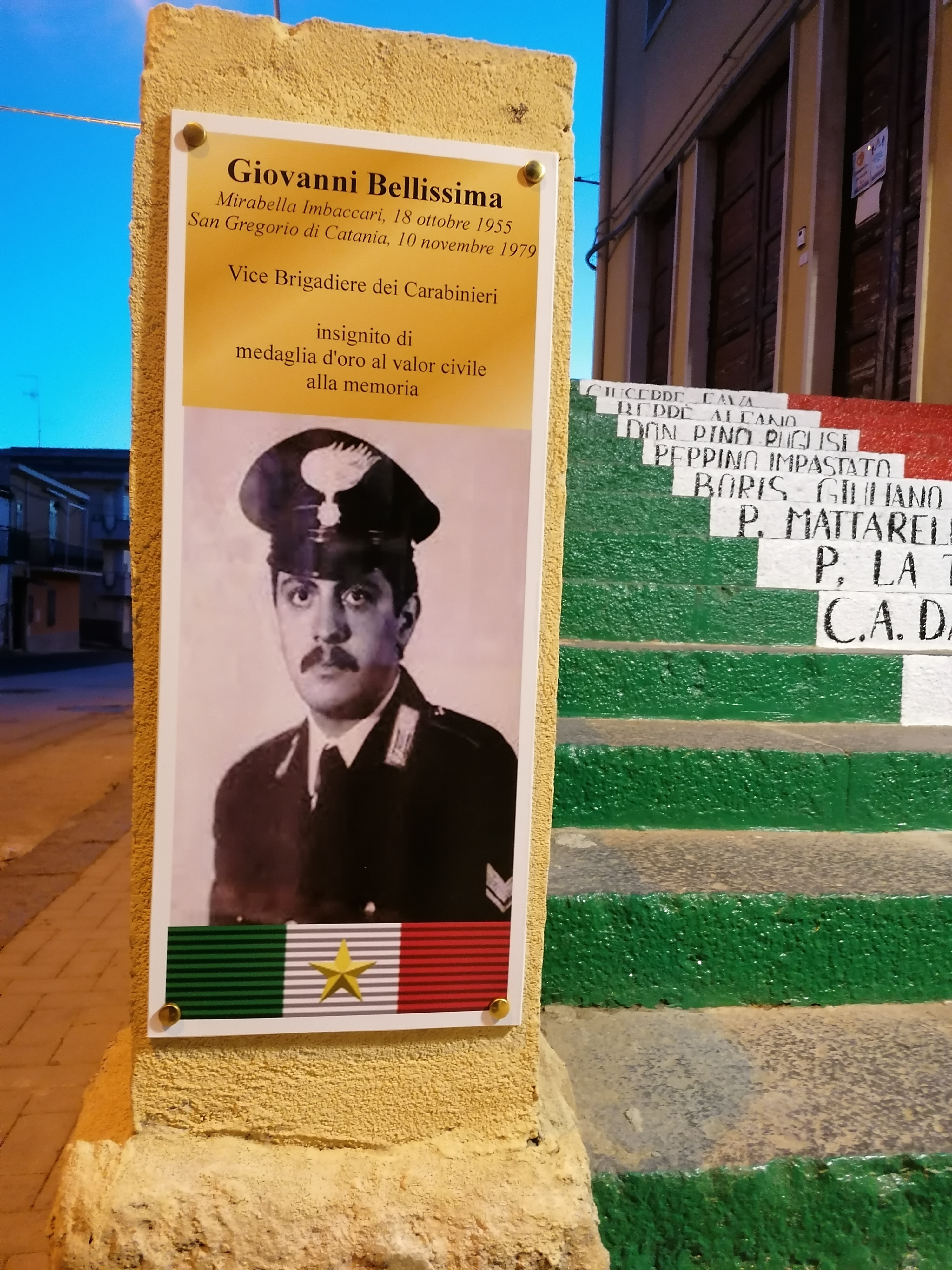
Targa in memoria del Vice Brigadiere Giovanni Bellissima

Nel mese di Maggio dell'anno 2021, a Mirabella Imbaccari, viene realizzata la "Gradinata della Legalità" nella scalinata di accesso alla Scuola dell'Infanzia di Via Scollo. Sulla gradinata, a sfondo tricolore, vengono scritti i nomi di personalità vittime innocenti della mafia, tra cui il concittadino Vice Brigadiere Giovanni Bellissima.